# Hinzuanius insulanus
Hinzuanius insulanus is een hooiwagen uit de familie Biantidae.